# Bulgaria en los Juegos Paralímpicos de Sochi 2014
Bulgaria estuvo representada en los Juegos Paralímpicos de Sochi 2014 por dos deportistas masculinos. El equipo paralímpico búlgaro no obtuvo ninguna medalla en estos Juegos.